# Rollback (montagnes russes)
Pour les articles homonymes, voir Rollback.

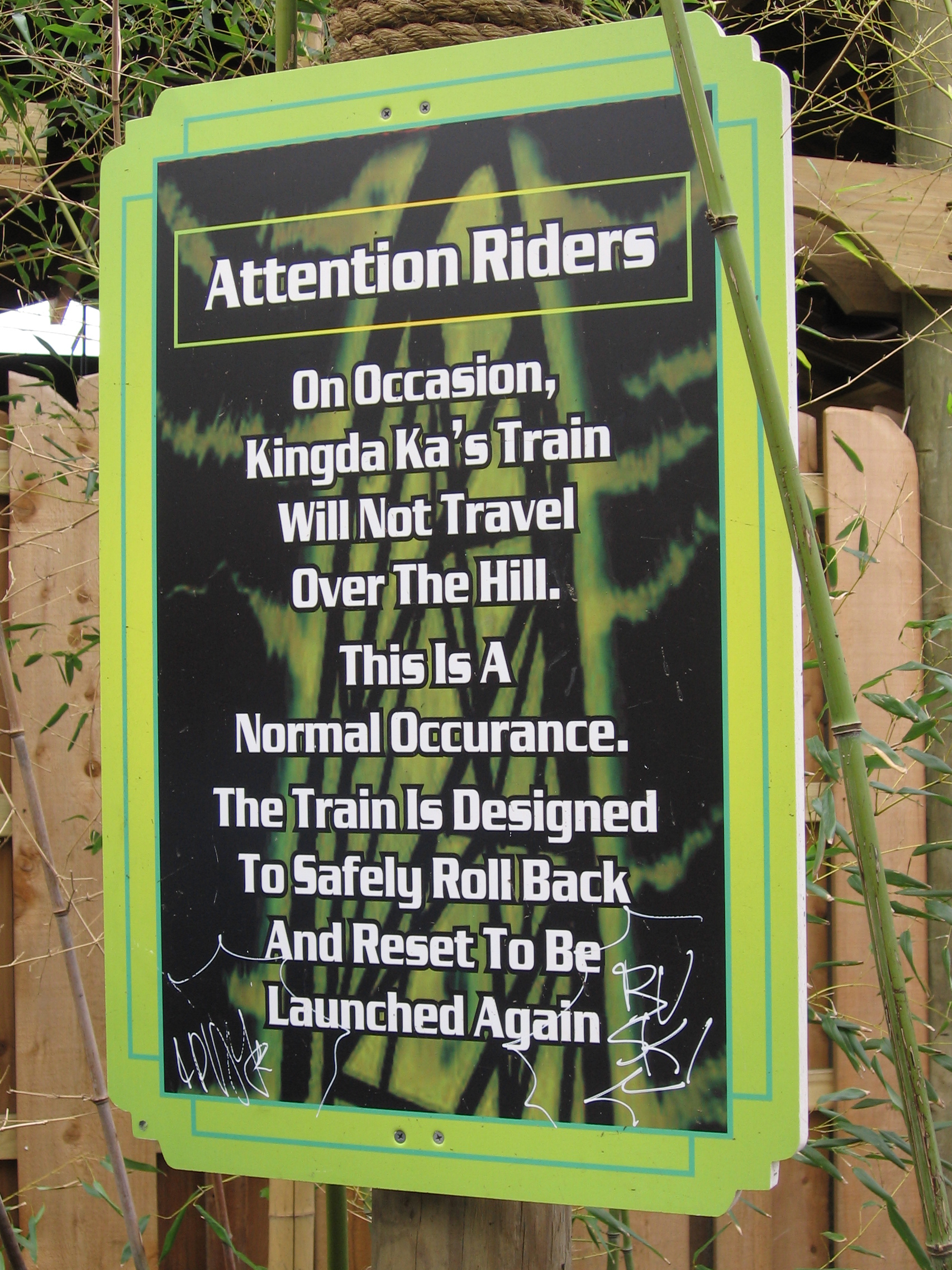
Sur ce panneau de l'attraction Kingda Ka on peut lire :
Attention passagers ! Il peut arriver que le train de Kingda Ka ne franchisse pas le sommet. Il s'agit d'un phénomène normal. Le train est conçu pour revenir en arrière en toute sécurité afin d'être relancé.

Le terme de « rollback » est utilisé lorsqu'un train de montagnes russes repart en arrière sur le circuit. 

## Définition
Dans la majorité des cas cet événement est « normal » et prévu, ainsi le train est géré en toute sécurité.
La première montée des montagnes russes comporte des systèmes anti-rollback permettant de retenir le train en cas de dysfonctionnement de la chaîne ou du câble de traction. 
Pour les montagnes russes lancées (launch coaster), le système d'anti-rollback se compose généralement d'un système de freins rétractables, se déclenchant après le passage du train, et permettant de le ralentir si le système de catapultage ne donnait pas assez de vitesse au train pour atteindre le sommet de son parcours. À titre d'exemple, Kingda Ka, Top Thrill Dragster et Red Force possèdent ce dispositif.